# Fairburn (Dakota Południowa)
Fairburn – miasto w Stanach Zjednoczonych, w stanie Dakota Południowa, w hrabstwie Custer.